# Augusto Alejandro Zúñiga Paz
Augusto Alejandro Zúñiga Paz († 18. Mai 2005) war ein peruanischer Menschenrechtsanwalt.
Er leitete die Rechtsabteilung der Menschenrechtsorganisation Comisión de Derechos Humanos (COMISEDH). Wegen seiner Vertretung der Angehörigen des 1990 in Polizeiobhut verschwundenen Studenten Ernesto Rafael Castillo Páez wurde er wiederholt bedroht. Am 15. März 1991 wurde er im Büro der COMISEDH in Lima Opfer eines Briefbombenattentats: In einem an ihn gerichteten Briefumschlag, der vermeintlich vom Sekretär des peruanischen Präsidenten stammte, war eine Sprengladung enthalten, die beim Öffnen explodierte. Dadurch erlitt Zúñiga Paz schwere Verbrennungen und verlor seinen linken Arm. Der verwendete Sprengstoff wurde insbesondere von den peruanischen Streitkräften benutzt. Zúñiga Paz suchte daraufhin mit seiner Familie Zuflucht in Schweden.
Noch im selben Jahr erhielt Zúñiga Paz den (erstmals verliehenen) Menschenrechtspreis des Deutschen Richterbundes. 1994 wurde er von der Rechtsanwaltskammer Bordeaux mit dem Internationalen Ludovic-Trarieux-Menschenrechtspreis ausgezeichnet.
Zúñiga Paz erhob eine Beschwerde vor der Interamerikanischen Kommission für Menschenrechte und machte geltend, dass der peruanische Staat seine Pflicht aus der Amerikanischen Menschenrechtskonvention zu einer ernsthaften und unparteiischen Untersuchung des Attentats verletzt habe. Dies wurde von Peru 2002 anerkannt.